# Stormningen av Kristianopel
Stormningen av Kristianopel ägde rum på natten till den 26 juni 1611 under Kalmarkriget. Kronpris Gustav Adolf ledde ett angrepp från lägret i Högsby i Småland mot Kristianopel i Blekinge. Svenskarna lyckades överraska den befästa staden och tog sig in genom att spränga fästningsporten som var dåligt bevakad. Efteråt utspelades en stor massaker på stadens befolkning, med våldtäkt och plundring.